# Régiment provincial
Les régiments provinciaux sont créés par l'ordonnance du 4 août 1771. Ils prennent la suite des milices provinciales qui avaient été créées le 29 novembre 1688 pendant la guerre de la Ligue d'Augsbourg sous forme de milices provinciales temporaires, puis de milices permanentes créées par l'ordonnance du 26 février 1726.
Les régiments provinciaux ont été supprimés par le décret du 4 mars 1791 et la loi du 20 mars 1791 de l'Assemblée constituante.

## Création des milices permanentes par l'Ordonnance du 26 février 1726
En 1726, les ministres du roi Louis XV craignaient un conflit généralisé en Europe après la signature du traité de Vienne entre le roi d'Espagne Philippe V et l'empereur Charles VI. L'armée royale comprenait alors 182 bataillons d'infanterie, 150 escadrons de cavalerie, 45 de dragons, 140 compagnies d'invalides et autres, soit, au total avec les troupes de la Maison du roi, 160 000 hommes. Le remplacement du duc de Bourbon par le cardinal de Fleury n'a rien changé à la crainte de crise en Europe.
On jugeait alors nécessaire la création de six armées :
- une armée de 50 000 hommes,
- une armée pour la défense du Rhin de 30 000 hommes,
- une armée dans le Roussillon de 35 000 hommes,
- une armée de 25 000 hommes pour soutenir le roi de Sardaigne Victor-Amédée II mais à porter à 35 000 hommes s'il se déclarait contre la France,
- une armée de la Meuse de 10 000 hommes pour surveiller Mons,
- une armée des Alpes de 25 000 hommes

auxquelles il fallait ajouter 80 000 hommes pour la garde des places. Pour pourvoir ces 80 000 hommes manquant, le marquis de Breteuil, secrétaire d'État à la Guerre jugeait que « la voie la plus sûre, la plus prompte et la moins dispendieuse » était de lever une milice. 
Le roi décida de ne lever que 60 000 pour la garde des places dans l'ordonnance du 26 février 1726 :
« De par le Roi, Sa Majesté ayant ordonné dans ses troupes d'infanterie et de cavalerie une augmentation proportionnée au grand nombre de ses places, à l'estendue de ses frontières, et aux alliances qu'Elle a contractées pour maintenir la tranquillité de l'Europe qu'Elle a toujours eu pour principal objet depuis son avènement à la Couronne ; Elle a jugé utile en même temps devoir ajouter cette précaution celle d'avoir toujours sur pied dans l'intérieur du royaume un corps de milices, qui s'exerçant pendant la paix au maniement des armes, sans déranger les travaux qu'exige l'Agriculture, ni sortir des provinces, pût estre prest à marcher sur les frontières pour en augmenter les forces dans les besoins les plus pressants de l'Estat, et assurer d'autant plus la paix dont Elle a jouir jusqu'à présent ses peuples, qu'Elle sera plus en estat de s'opposer aux entreprises de ceux qui voudraient la troubler. C'est dans cette vue qu'après avoir concilié les différents moyens qui peuvent faciliter la levée de cette milice, sans surcharger les finances et sans fatiguer ses peuples, Elle a ordonné et ordonne ce qui suit...».
Les miliciens forment 100 bataillons de 12 compagnies qui subsistent en temps de paix comme en temps de guerre. Les miliciens sont désignés par tirage au sort à partir de l'âge de 16 ans jusqu'à 40 ans et les hommes mariés depuis plus d'un an. Leur taille minimale est de 5 pieds. La durée du service était de 4 ans.
Les bataillons portaient le nom de leur commandant. Chaque généralité devait fournir un certain nombre de bataillons :
- la généralité de Paris et la Bretagne : 7 bataillons chacune,
- le duché de Bourgogne, le comté de Bourgogne et le Languedoc, 6 bataillons chacun,
- les généralités de Rouen, Châlons, Tours et Bordeaux : 5 bataillons chacune,
- les généralités d'Orléans et d'Auch : 4 bataillons chacune,
- les généralités de Soissons, Amiens, Laon, Alençon, Poitiers, Montauban : 3 bataillons chacune,
- les généralités de Moulins, Limoges, Riom, Lyon, Grenoble, Trois-Échêchés, l'Artois, l'Alsace : 2 bataillons chacune,
- la Provence, les généralités de Bourges, La Rochelle, la Flandre, le Hainaut, le Roussillon : 1 bataillon.

Chaque compagnie était composée de 2 sergents, 3 caporaux, 3 anspessades (soldats de première classe), 41 fusiliers et 1 tambour. L'état-major de chaque bataillon comprenait un lieutenant-colonel commandant, un major et un aide-major.
Pour les exercices périodiques, chaque compagnie devait se réunir au centre des paroisses qui concouraient à leur formation pour éviter que les soldats découchent. Les officiers étaient choisis parmi les officiers réformés ou retirés dans les provinces. En dehors des réunions des compagnies, les miliciens étaient libres mais ne pouvaient s'absenter sans prévenir l'autorité.
L'ordonnance du 16 décembre 1726 a prévu une formation des bataillons en 6 compagnies de 100 hommes, et par tolérance de 90 hommes.
En 1738, on trouve, par exemple :
- pour le bataillon de Cahors, les compagnies de Caussade, Lauzerte, Cahors, Gourdon, Montauban et Moissac,
- pour le bataillon de Figeac, les compagnies de Figeac, Villefranche, Cajarc, Najac, Conques et Gramat,
- pour le bataillon de Rodez, les compagnies de Saint-Affrique, Millau, La Selve, Estaing, Saint-Geniez et Rodez.

Pour essayer ce dispositif, l'ordonnance du 1er mars 1727 a décidé que tous les bataillons doivent être assemblés et tenir garnison dans différentes places hors de leurs provinces respectives. Cette assemblée a duré en moyenne sept mois et demi.

## Création des régiments provinciaux

### Ordonnance du 4 août 1771. Création et organisation des régiments provinciaux
Sur la proposition du marquis de Monteynard, secrétaire d'État à la Guerre, une ordonnance est rendue le 4 août 1771 pour former les milices en régiments provinciaux. Les milices deviennent alors des troupes provinciales.
Comme le marquis de Monteynard l'écrit dans une circulaire du 24 décembre 1773 : « Ce corps, depuis 1726, n'avoit point une constitution régulière ; c'étoit la réunion de paysans armés, conduits par des officiers qui leur étoient étrangers ou inconnus ; leur vêtement, leur équipement, leur solde, leur traitement, leurs assemblées, n'annonçoient point un corps militaire ; il s'en étoit suivi que le service des milices avoit été dégradé dans l'opinion publique ; il étoit devenu l'effroi des campagnes ». Il précise qu'il voulait rendre « la force militaire du royaume augmentée, l'état du soldat provincial honoré et amélioré, et cependant le peuple soulagé dans une des prestations qu'il considérait comme la plus pénible, [...] comme un fléau redoutable ».
Des 104 bataillons qui restaient après les diverses modifications dans la constitution des milices, l'ordonnance de 1771 a créé 47 régiments provinciaux : 12 régiments de 3 bataillons, 33 à deux bataillons, et 2 à un bataillon. La première assemblée de ces régiments a été prescrite pour mai 1772 et a duré 12 jours.
| Régiments provinciaux créés en 1771 | Régiments provinciaux créés en 1771 | Régiments provinciaux créés en 1771 | Régiments provinciaux créés en 1771 | Régiments provinciaux créés en 1771 | Régiments provinciaux créés en 1771 | Régiments provinciaux créés en 1771 | Régiments provinciaux créés en 1771 |
| Nom du régiment                     | Nom des bataillons                  | Nom des bataillons                  | Nom des bataillons                  | Nom du régiment                     | Nom des bataillons                  | Nom des bataillons                  | Nom des bataillons                  |
| ----------------------------------- | ----------------------------------- | ----------------------------------- | ----------------------------------- | ----------------------------------- | ----------------------------------- | ----------------------------------- | ----------------------------------- |
| Nom du régiment                     | 1                                   | 2                                   | 3                                   | Nom du régiment                     | 1                                   | 2                                   | 3                                   |
| Péronne                             | Amiens                              | Péronne                             | Abbeville                           | Châlons                             | Châlons                             | Saint-Dizier                        | Mazarin                             |
| Rouen                               | Rouen                               | Vernon                              | Gisors                              | Caen                                | Caen                                | Saint-Lô                            | Vire                                |
| Montauban                           | Figeac                              | Cahors                              | Rodez                               | Auch                                | Auch                                | Saint-Gaudens                       | Saint-Sever                         |
| Poitiers                            | Poitiers                            | Saint-Maixent                       | Fontenay-le-Comte                   | Tours                               | Tours                               | Saumur                              | Angers                              |
| Soissons                            | Soissons                            | Laon                                | Noyon                               | Autun                               | Autun                               | Chalon                              | Bourg-en-Bresse                     |
| Montpellier                         | Montpellier                         | Béziers                             | Carcassonne                         | Salins                              | Salins                              | Dôle                                | Lons-le-Saulnier                    |
| Troyes                              | Troyes                              | Chaumont                            | -                                   | Pont-Audemer                        | Pont-Audemer                        | Neufchâtel                          | -                                   |
| Alençon                             | Alençon                             | Mortagne                            | -                                   | Argentan                            | Argentan                            | Falaise                             | -                                   |
| Moulins                             | Moulins                             | Montluçon                           | -                                   | Clermont                            | Clermont                            | Brioude                             | -                                   |
| Lille                               | Lille                               | Valencienne                         | -                                   | Bordeaux                            | Nérac                               | Villeneuve d'Agen                   | -                                   |
| Marmande                            | Marmande                            | Libourne                            | -                                   | Périgueux                           | Périgueux                           | Bergerac                            | -                                   |
| Lyon                                | Montbrison                          | Tarare                              | -                                   | Le Mans                             | Le Mans                             | Mayenne                             | -                                   |
| Valence                             | Valence                             | Romans                              | -                                   | Senlis                              | Senlis                              | Saint-Denis                         | -                                   |
| Mantes                              | Mantes                              | Corbeil                             | -                                   | Joigny puis Sens                    | Joigny                              | Provins                             | -                                   |
| Limoges                             | Limoges                             | Angoulême                           | -                                   | Blois                               | Orléans                             | Blois                               | -                                   |
| Montargis                           | Chartres                            | Montargis                           | -                                   | Rennes                              | Rennes                              | Dinan                               | -                                   |
| Nantes                              | Nantes                              | Redon                               | -                                   | Vannes                              | Vannes                              | Carhaix                             | -                                   |
| Nancy                               | Nancy                               | Sarreguemines                       | -                                   | Bar-le-Duc                          | Bar-le-Duc                          | Étain                               | -                                   |
| Verdun                              | Metz                                | Verdun                              | -                                   | Arras                               | Arras                               | Arras                               | -                                   |
| Bourges puis Châteauroux            | Bourges                             | Châteauroux                         | -                                   | Colmar                              | Strasbourg                          | Colmar                              | -                                   |
| Dijon                               | Dijon                               | Semur                               | -                                   | Albi                                | Albi                                | Castelnaudary                       | -                                   |
| Anduze                              | Anduze                              | Privas                              | -                                   | Vesoul                              | Vesoul                              | Ornans                              | -                                   |
| Aix-en-Provence                     | Aix                                 | Aix                                 | -                                   | La Rochelle                         | Saint-Jean-d'Angely                 | -                                   | -                                   |
| Paris                               | Paris                               |                                     |                                     |                                     |                                     |                                     |                                     |

Plusieurs des colonels des régiments provinciaux ont eu des carrières remarquables : Anne César de La Luzerne, Gabriel Louis de Caulaincourt, Jacques de Carles, Claude-Anne de Rouvroy de Saint Simon, Augustin René Christophe de Chevigné, René Joseph de Lanoue, Claude Charles de Damas de Marillac, Louis Des Balbes de Berton de Crillon, duc de Mahon. Paul-Gédéon Joly de Maïzeroy a été lieutenant-colonel du régiment de Joigny en 1772 qui a comme major et aides-majors d'anciens sergents de milices.
Chaque bataillon reste composé d'une compagnie de grenadiers royaux, une de grenadiers provinciaux, six compagnies de fusiliers.

### Ordonnance du19 octobre 1773. Réorganisation, limitation des abus des intendants et échec
L'ordonnance du 19 octobre 1773 a pour but principal de déterminer « d'une manière juste, uniforme et tranquillisante » la levée des soldats provinciaux en évitant « le despotisme de quelques intendants » et les « sentiments plus condamnables » de « beaucoup de subdélégués ». Le marquis de Monteynard s'est aperçu que la répartition de la population entre généralités s'était modifiée depuis 1688. Il a donc supprimé des bataillons dans certaines généralités pour en ajouter dans d'autres. Par ailleurs, les règles d'exemption de tirage au sort sont modifiées pour encourager les hommes à se marier, l'exemption étant refusée aux célibataires. La circulaire du 24 décembre 1773 précise pour un fils de fermier « mais lorsqu'il est parvenu à 25 ans sans avoir pris les moyens nécessaires pour l'augmentation de la population, c'est un citoyen qui sert mal l'État, et qui ne doit plus y trouver les privilèges auxquels les circonstances pourvoient lui donner des droits ». Le marquis de Monteynard juge abusive l'exemption accordée aux domestiques dont « la profession n'a qu'une utilité étrangère au bien général ». 
L'ordonnance de 1773 a porté le nombre de régiments à 53 : 7 sont à 3 bataillons, 44 à 2, et 2 à 1 bataillon. Les régiments créés sont ceux d'Abbeville, de Rodez, de Saint-Maixent, de Laon, de Béziers, de Dôle. Chaque bataillon est composé d'une compagnie de grenadiers royaux et d'une compagnie de grenadiers provinciaux de 52 hommes chacune, et de 6 compagnies de 53 fusiliers. Pour que les effets soient uniformes, les fournitures ne sont plus faites en nature par les paroisses mais par les majors des régiments. La durée du service est de six ans et les levées devaient se faire par sixième.
L'ordonnance de 1773 qui avait essayé de contrer les abus des intendants a été annulée par Louis XV à la demande des intendants par l'ordonnance du 1er décembre 1774. Ils obtiennent de ramener le nombre de bataillons à 105. Un rapport du Conseil de la guerre a montré les inégalités des levées entre les généralités et entre les paroisses. La généralité de Montauban doit lever 2 840 soldats provinciaux pour 542 423 habitants alors que dans la généralité d'Auch, elle fournit 1 420 soldats pour 892 520 habitants. Dans la généralité de La Rochelle, la paroisse de Jonsac doit fournir 1 soldat sur 11 hommes, et dans la paroisse de Xambes, 1 pour 126. De plus, on a rendu aux intendants les fonds qui devaient servir aux habillements qui leur avaient été retirés car les inspecteurs s'étaient plaints de la mauvaise qualité.
La question qui a été très discutée est celle du choix entre le recrutement par tirage au sort ou celle de l'enrôlement. Turgot, contrôleur général des finances, était favorable à l'enrôlement, le comité des inspecteurs y était opposé. Louis XVI a alors réuni un comité pour en discuter le 25 novembre 1774, en présence des maréchaux de Biron et de Soubise, du secrétaire d'État à la Guerre, le comte du Muy, de Maurepas, Bertin et Turgot, le comte d'Hérouville, lieutenant général, en étant le rapporteur. Le tirage au sort l'a emporté mais les intendants ont obtenu que le titre V de l'ordonnance de 1773 sur les exemptions soit entièrement modifié pour tenir compte des circonstances de l'agriculture et de l'industrie qui sont différentes dans chaque province. Les intendants ont obtenu la liberté de revenir aux anciens abus.
L'ordonnance du 1er décembre 1774 prévoit 105 bataillons formant 48 régiments, dont 10 à 3 bataillons, 37 à 2 bataillons et 1 à 1 bataillon. Chaque bataillon reste à 710 hommes avec une formation en 8 compagnies. Les fournitures sont remises à la charge des paroisses.

### Ordonnance du15 décembre 1775. Suppression des troupes provinciales
L'ordonnance du 15 décembre 1775 a supprimé les troupes provinciales et les grenadiers royaux à partir du 1er janvier 1776 prise sur proposition du comte de Saint-Germain, Secrétaire d'État à la Guerre, mais les levées sont toujours faites par sixième jusqu'à l'effectif complet de 74 550 hommes, cependant les miliciens sont seulement inscrits sur des listes « pour s'assurer de leur existence ».

### Ordonnances du30 janvier 1778et règlement du1ermars 1778. Rappel et réorganisation des troupes provinciales
Les troupes provinciales ont été rappelées par l'ordonnance du 30 janvier 1778, le  comte de Montbarrey étant Secrétaire d'État à la Guerre. La composition des troupes provinciales est réglée par les ordonnances du 1er mars et du 7 mai 1778 avec 105 bataillons. Le comte de Montbarrey poursuit deux objectifs : avoir la ressource des troupes de province en cas d'évènement et conserver en activité des officiers dont l'état de santé les rend incapables de faire le service des troupes en ligne.

#### Bataillons des troupes provinciales rattachés aux régiments d'infanterie. Bataillons de garnison
L'ordonnance de 1778 prévoit que sur les 105 bataillons provinciaux, 79 bataillons de 35 régiments provinciaux sont rattachés à 79 régiments d'infanterie française sous le titre de bataillons de garnison en portant le nom du régiment auquel chacun est rattaché, autant que possible au régiment de la province qui fournit les soldats des bataillons de garnison. Par exemple, les bataillons du régiment provincial de Bordeaux sont rattachés au régiment de Guyenne pour s'appeler le bataillon de garnison de Guyenne, le deuxième au régiment d'Aquitaine, et le dernier au régiment de Médoc.
| Répartition des bataillons des régiments provinciaux créés en 1773 | Répartition des bataillons des régiments provinciaux créés en 1773 | Répartition des bataillons des régiments provinciaux créés en 1773 | Répartition des bataillons des régiments provinciaux créés en 1773 | Répartition des bataillons des régiments provinciaux créés en 1773 | Répartition des bataillons des régiments provinciaux créés en 1773 | Répartition des bataillons des régiments provinciaux créés en 1773 | Répartition des bataillons des régiments provinciaux créés en 1773 |
| Nom du régiment provincial d'origine                               | Noms des régiments d'infanterie de rattachement                    | Noms des régiments d'infanterie de rattachement                    | Noms des régiments d'infanterie de rattachement                    | Nom du régiment provincial d'origine                               | Noms des régiments d'infanterie de rattachement                    | Noms des régiments d'infanterie de rattachement                    | Noms des régiments d'infanterie de rattachement                    |
| ------------------------------------------------------------------ | ------------------------------------------------------------------ | ------------------------------------------------------------------ | ------------------------------------------------------------------ | ------------------------------------------------------------------ | ------------------------------------------------------------------ | ------------------------------------------------------------------ | ------------------------------------------------------------------ |
| Nom du régiment provincial d'origine                               | 1                                                                  | 2                                                                  | 3                                                                  | Nom du régiment provincial d'origine                               | 1                                                                  | 2                                                                  | 3                                                                  |
| Péronne                                                            | Picardie                                                           | Cambrésis                                                          |                                                                    | Abbeville                                                          | Hainaut                                                            | Vermandois                                                         | -                                                                  |
| Rouen                                                              | Normandie                                                          | Boulonnais                                                         |                                                                    | Pont-Audemer                                                       | Neustrie                                                           | La Marine                                                          | -                                                                  |
| Caen                                                               | Dauphin                                                            | La Couronne                                                        | Penthièvre                                                         | Alençon                                                            | Perche                                                             | Beauce                                                             | Vexin                                                              |
| Clermont                                                           | Auvergne                                                           | La Sarre                                                           |                                                                    | Montauban                                                          | Rouergue                                                           | Beaujolais                                                         | -                                                                  |
| Rodez                                                              | Lyonnais                                                           | Bourbon                                                            |                                                                    | Auch                                                               | Navarre                                                            | Béarn                                                              | -                                                                  |
| Bordeaux                                                           | Guyenne                                                            | Aquitaine                                                          | Médoc                                                              | Marmande                                                           | Armagnac                                                           | Agénois                                                            | -                                                                  |
| Périgueux                                                          | Forez                                                              | Bresse                                                             |                                                                    | Poitiers                                                           | Poitou                                                             | Angoumois                                                          | Saintonge                                                          |
| La Rochelle                                                        | Aunis                                                              |                                                                    |                                                                    | Tours                                                              | Touraine                                                           | La Reine                                                           | Conti                                                              |
| Le Mans                                                            | Maine                                                              | Anjou                                                              | Rohan-Soubise                                                      | Senlis                                                             | Brie                                                               | Beauvoisis                                                         | 1er bataillon du régiment du Roi                                   |
| Mantes                                                             | Île-de-France                                                      | Chartres                                                           |                                                                    | Joigny                                                             | Royal                                                              | Bourgogne                                                          |                                                                    |
| Soissons                                                           | Soissonnais                                                        | Orléans                                                            | 2e bataillon du régiment du Roi                                    | Limoges                                                            | Bourbonnais                                                        | Limousin                                                           |                                                                    |
| Blois                                                              | Blaisois                                                           | Nivernois                                                          |                                                                    | Montargis                                                          | Auxerrois                                                          | Gâtinais                                                           |                                                                    |
| Rennes                                                             | Bretagne                                                           | Monsieur                                                           |                                                                    | Nantes                                                             | Royal des Vaisseaux                                                | Royal-La Marine                                                    |                                                                    |
| Vannes                                                             | Savoie-Carignan                                                    | La Fère                                                            |                                                                    | Nancy                                                              | Austrasie                                                          | Lorraine                                                           |                                                                    |
| Bar-le-Duc                                                         | Champagne                                                          | Barrois                                                            |                                                                    | Arras                                                              | Flandre                                                            | Artois                                                             |                                                                    |
| Bourges                                                            | Bassigny                                                           | Berry                                                              |                                                                    | Montpellier                                                        | Piémont                                                            | Royal-Roussillon                                                   | Languedoc                                                          |
| Albi                                                               | Viennois                                                           | Vivarais                                                           |                                                                    | Salins                                                             | Condé                                                              | Royal-Comtois                                                      | Enghien                                                            |
| Aix                                                                | Provence                                                           | Dauphiné                                                           |                                                                    |                                                                    |                                                                    |                                                                    |                                                                    |

Rien n'est dit pour l'organisation des 26 autres bataillons de 12 régiments provinciaux qui devait être fixée par une autre ordonnance. C'est fait par le règlement du 1er mars 1778. 
Ces bataillons sont maintenus à 710 hommes, répartis en 5 compagnies : 1 de 110 grenadiers royaux et 4 de 150 fusiliers. Les grenadiers provinciaux sont supprimés. L'ordonnance de 1778, comme celle de 1775, n'assujettit pas les soldats provinciaux à une assemblée et ils ne peuvent être convoqués que pour la défense du royaume. La composition des bataillons est modifiée le 1er décembre 1780 en remplaçant 7 hommes de troupe par 7 gradés. Par décision royale du 22 mai 1781, tous les officiers nommées dans les troupes royales doivent avoir fait leurs preuves de noblesse sauf les officiers d'infanterie nommés dans les troupes de province pour atteindre leur retraite.
Un bataillon se supplément, le 80e est levé dans les généralités d'Auch et de Bayonne.
Des modifications sont apportées le 7 mai 1778. Le Poitou remplace Auch pour la levée du bataillon d'augmentation. Deux bataillons de garnison sont rattachés aux 4 bataillons du régiment du Roi. Ils prennent le nom de bataillons de garnison du Roi.
Les tirages au sort sont suspendus à la fin de 1788.Le 14 juin 1789, l'appel est ajourné malgré l'avis du Conseil de la guerre institué le 9 octobre 1787 qui craignait un déficit de 14 000 hommes. Les troupes provinciales ont été représentées pour la dernière fois à la fête de la Fédération, le 14 juillet 1790 par des officiers qui étaient présents à Paris.

#### Régiments provinciaux d'artillerie et régiments provinciaux d'état-major
Le règlement du 1er mars 1778 n'a conservé que 12 régiments provinciaux :
- 7 régiments deviennent des régiments provinciaux d'artillerie qui sont destinés, en campagne, au service d'artillerie,
- 5 autres régiments doivent être, en temps de guerre, attachés à l'état-major de l'armée et ont pris la dénomination de régiments provinciaux d'état-major.

Ces régiments provinciaux sont composés de 2 bataillons. Ils conservent leurs compagnies de grenadiers royaux. Ils sont formés à l'assemblée de juin 1778.
Les régiments provinciaux d'artillerie prennent le nom des régiments d'artillerie auxquels ils sont attachés : 
- le régiment provincial de Châlons devient le régiment provincial d'artillerie de La Fère,
- le régiment provincial de Valence devient le régiment provincial d'artillerie de Grenoble,
- le régiment provincial de Verdun devient le régiment provincial d'artillerie de Metz,
- le régiment provincial de Colmar devient le régiment provincial d'artillerie de Strasbourg,
- le régiment provincial de Dijon devient le régiment provincial d'artillerie de Besançon,
- le régiment provincial d'Autun devient le régiment provincial d'artillerie d'Auxonne,
- le régiment provincial de Vesoul devient le régiment provincial d'artillerie de Toul.

Les régiments provinciaux d'état-major ont pris les noms de 1er, 2e, 3e, 4e et 5e régiments d'état-major :
- le régiment provincial de Troyes devient le 1er régiment provincial d'état-major,
- le régiment provincial de Moulins devient le 2e régiment provincial d'état-major,
- le régiment provincial de Lille devient le 3e régiment provincial d'état-major,
- le régiment provincial de Lyon devient le 4e régiment provincial d'état-major,
- le régiment provincial d'Anduze devient le 5e régiment provincial d'état-major.

La dernière assemblée a été prescrite le 15 novembre 1784.

## Cas particulier du régiment provincial de l'île de Corse
Le 1er octobre 1769 est décidée la création d'un régiment d'infanterie corse. Son commandement est confié à Matteo Buttafoco. Le régiment prend alors le nom de son commandant. Un dépôt pour ces recrues est créé le 15 septembre 1770.
Un édit donné à Compiègne le 23 août 1772 décide de la création de quatre juntes nationales chargées de veiller au bon ordre dans l'île. Pour donner à ces tribunaux « une force coactive qui fit respecter et exécuter leurs jugements », il est décidé que le régiment de Buttafoco doit s'établir en Corse pour « rendre à l'agriculture et à la population un nombre d'hommes que la nécessité du service actuel tenait éloignés de leur foyer ». Le régiment de Buttafoca devient alors le régiment provincial de l'île de Corse. Il compte deux bataillons composés comme les autres bataillons provinciaux. Il a pris le numéro 48. La comte Buttafoco a formé le régiment  en renvoyant tous les hommes non originaires de la Corse.
Les compagnies de grenadiers royaux et provinciaux n'ont pas de quartiers d'assemblée fixes. Pour les compagnies de fusiliers, il a été établi quatre quartiers d'assemblée, à Orezza, Caccia, Quenza et Guagno.
Le régiment n'a pas été dissout par l'ordonnance du 15 décembre 1775. Le régiment est réorganisé par l'ordonnance du 2 juin 1777, avec deux bataillons de 10 compagnies, une de grenadiers, une de chasseurs et huit de fusiliers.
Le régiment est réadmis dans les troupes provinciales avec le règlement du 1er mars 1778.
Conformément à la loi du 20 mars 1791, une proclamation royale du 20 septembre 1791 décide du licenciement du régiment provincial de l'île de Corse le 31 octobre 1791.